# Pi Chamaeleontis
Pi Chamaeleontis (π Cha) es una estrella en la constelación de Chamaeleon, el camaleón.
De magnitud aparente +5,65, se encuentra a 135 años luz de distancia del sistema solar.
Pi Chamaeleontis está catalogada como gigante blanco-amarilla de tipo espectral F1III.
Tiene una temperatura efectiva de 6936 - 6870 K y una luminosidad ocho veces superior a la luminosidad solar.
Su diámetro angular, 0,41 milisegundos de arco, permite estimar su radio, siendo éste un 80% más grande que el del Sol.
Su contenido metálico parece ser menor de la mitad que el encontrado en el Sol, con un índice de metalicidad [Fe/H] = -0,35; otra fuente, sin embargo, determina un valor significativamente más próximo al solar ([Fe/H] = -0,17).
La masa de Pi Chamaeleontis es un 50% mayor que la masa solar.
Es una estrella del disco fino cuya edad más probable es 1800 millones de años.
Pi Chamaeleontis tiene una compañera estelar de la que nada se sabe. Esta acompañante emplea 611 años en dar una vuelta alrededor de ella en una órbita moderadamente excéntrica (ε = 0,32).
No ha podido ser resuelta por interferometría de moteado.